# Medard z Noyon
Medard z Noyon, Medardus (ur. 457 w Salency w Pikardii, zm. ok. 545) – biskup Noyon i Tournai we Francji, święty Kościoła katolickiego.

## Żywot świętego
Medard pochodził z rodziny mieszczańskiej. Jego ojciec Nectardus był Frankiem, matka Protagia była Rzymianką. Jego przyjacielem był św. Eleuteriusz.
Na biskupa Noyon konsekrował go św. Remigiusz, metropolita Reims. Jako ordynariusz przyczynił się do wytępienia resztek religii pogańskiej na terenie swojej diecezji. Wprowadził za bramę klasztoru św. Radegundę, żonę Chlotara I. W czasie jego urzędowania Noyon splądrowali Hunowie i Wandalowie.
Około 530 roku, Medard wprowadził w Salency święto niewinnych dziewcząt (Święto Róży), dla uczczenia najcnotliwszej dziewczyny roku w okolicy. Odtąd koronuje się co roku różami dziewczynę wybraną spośród najcnotliwszych w parafii, nazywanych rosiere.
W pogrzebie biskupa Medarda uczestniczył Chlotar I.

## Kult
Nad jego grobem w Soissons wzniesiono kościół i opactwo Saint-Médard. 
Pisali o nim święci: Wenancjusz Fortunat i Grzegorz z Tours.
Jego wspomnienie liturgiczne obchodzone jest 8 czerwca.
Patronat
W średniowieczu był czczony w całej Europie, jako patron rolników, ogrodników, plantatorów winnej latorośli, piwowarów, więźniów, żniwiarzy i dobrych zbiorów. Jest również patronem od bólu zębów (z powodu przedstawiania go z szerokim uśmiechem).
Ikonografia
W ikonografii atrybutami Świętego są: orzeł osłaniający świętego od deszczu, dwa konie u stóp, szeroki uśmiech, w ręku cytadela.
Jego wizerunek widnieje w herbie niemieckiego miasta Lüdenscheid, którego jest patronem.